# Тоні Алегбе
Е́нтоні Бе́нсон Але́гбе, більше відомий як То́ні Але́гбе (англ. Anthony Benson Alegbe, нар. 10 жовтня 1981) — нігерійський футболіст, що виступав на позиції захисника складі донецького «Металурга», криворізького «Кривбасу» та низки іншиїх клубів з Нігерії, Азербайджану та Марокко. У складі національної збірної Нігерії провів 1 матч.

## Життєпис
Тоні Алегбе розпочав кар'єру в 1999 році в нігерійському клубі «Шутінг Старз», разом з яким брав участь у Лізі чемпіонів КАФ. Згодом виступав за ФК «Квара Юнайтед» та «Еньїмбу».
У лютому 2002 року Алегбе поповнив лави донецького «Металурга», кольори якого захищав протягом двох років. Разом з командою йому вдалося двічі поспіль підкорити третю сходинку турнірної таблиці чемпіонату України, однак останні півроку перебування в Донецьку нігерійський футболіст майже не грав.
Завдяки впевненій грі у складі «Металурга» Алегде «потрапив на олівець» до тренерів національної збірної Нігерії. Вперше до списку гравців, викликаних до лав збірної, Алегбе включили у листопаді 2002 року під час підготовки до спарки зі збірними Ямайки та Єгипту. Втім, дебютувати йому того разу так і не вдалося, однак вже 25 травня наступного року він вийшов на поле у матчі все з тими ж ямайцями і відіграв усі 90 хвилин. Інформація про кількість поєдинків Алегбе у складі «суперорлів» в 2003 році різниться. В деяких джерелах зазначено, що їх було 4, а в деяких, що лише один. Згідно з протоколами матчів збірних на сайті RSSSF.com більш правдивим видається саме другий варіант.
Навесні 2004 року він перейшов до складу криворізького «Кривбасу», де швидко став одним з провідних гравців. Загалом провів у Кривому Розі 2,5 сезони, після чого вирушив до Азербайджану, відгукнувшись на пропозицію бакінського «Інтера». В ігровом плані все йшло доволі непогано, однак у побуті виникли певні проблеми з африканською мафією, що забирала у футболіста всю заробітну платню, тож Алегбе попросив відпустити його назад до України, де він поповнив лави львівських «Карпат». Втім пробитися до основи нігерійському захиснику так і не вдалося — він змушений був задовольнятися виступами за дубль та перебуванням на лаві запасних першої команди «Карпат».
Після невдалих спроб працевлаштуватися у Росії, в 2009 році Алегбе повернувся на Батьківщину, де уклав угоду з одним з аутсайдерів нігерійської Прем'єр Ліги «Віккі Туристс» (Баучі). Разом з командою він вилетів з елітного дивізіону, а у наступному сезоні здобув «золото» Національної ліги Нігерії, після чого ще сезон провів у марокканському ФЮСі.
У деяких джерелах зустрічається інформація про те, що у сезоні 2012/13 Тоні Алегбе захищав кольори німецького клубу «ТСГ Нойштрелітц», однак знайти підтвердження цьому не вдалося. У складах команди на «Soccerway» та «Transfermarkt» його прізвище відсутнє. Достовірної інформації щодо продовження кар'єри Алегбе немає.

## Досягнення
- Срібний призер чемпіонату Марокко (1): 2011/12
- Бронзовий призер чемпіонату України (2): 2001/02, 2002/03
- Переможець другого дивізіону чемпіонату Нігерії (1): 2010/11
- Брав участь у чемпіонському сезоні (2000/01) нігерійської «Еньїмби», однак провів всього один поєдинок, чого замало для отримання медалей.
- Брав участь у «бронзовому» сезоні (2003/04) донецького «Металурга», однак провів всього 3 поєдинки, чого замало для отримання медалей.